# 62e division de fusiliers motorisés
Pour les articles homonymes, voir 62e division.
La 62e division de fusiliers motorisés est une division d'infanterie mécanisée de l'armée de terre soviétique. Elle a est créée en tant que division de mobilisation en janvier 1972, mais est devenue une division classique quelques mois plus tard. Devenue base de stockage en 1989, elle est dissoute en 1994.

## Historique
La 62e division de fusiliers motorisés est créée le 31 janvier 1972 à Maïkop, faisant partie du 12e corps d'armée. Il s'agissait d'une division sans effectif, dont l'équipement est stocké avec la 9e division de fusiliers motorisés. En mai, la division devient une unité réelle et déménage à Itatka (ru), dans l'oblast de Tomsk. Elle fait partie du 33e corps d'armée. Pendant la guerre froide, la division, unité cadre renforcée, est maintenue à 23 % des effectifs prévus. Le 1er octobre 1989, elle devient la 5352ebase de stockage d'armes et d'équipements et s'installe à Omsk. En juin 1991, la base est rattachée au district militaire sibérien avant d'être dissoute en 1994.

## Composition
- 1092e régiment de fusiliers motorisés
- 1099e régiment de fusiliers motorisés
- 1100e régiment de fusiliers motorisés
- 107e régiment de chars
- 619e régiment d'artillerie
- 676e régiment d'artillerie anti-aérienne
- 1258e groupe indépendant de missiles
- 1263e groupe indépendant antichar
- 1263e bataillon indépendant de reconnaissance
- Bataillon indépendant du génie et des sapeurs
- 1770e bataillon indépendant de transmissions
- Compagnie indépendante de défense chimique
- 685e bataillon indépendant de maintenance et de récupération des équipements
- Bataillon médical indépendant
- Bataillon indépendant d'approvisionnement en matériel